# Dinagat-Borkenratte
Die Dinagat-Borkenratte (Crateromys australis) ist ein kaum erforschtes Nagetier aus der Gattung der Borkenkletterer von der philippinischen Insel Dinagat. Sie war seit 1975 nur vom Holotypus bekannt, bis sie 2012 wiederentdeckt wurde. 

## Merkmale
Das Typusexemplar hat eine Kopf-Rumpf-Länge von 265 mm, eine Schwanzlänge von 281 mm, eine Hinterfußlänge von 43 mm und eine Schädellänge von 57,3 mm. Die Dinagat-Borkenratte ist eine große, baumbewohnende Ratte mit einem ziemlich langen, dicht behaarten Schwanz. Das Fell der Oberseite ist lang und rau, auf der Unterseite ist es dünn und kurz. Die Oberseite ist braun, die Unterseite ist hell orange-braun. Der Schwanz ist dreifarbig; die Schwanzwurzel ist hellbraun wie der übrige Körper, die obere Hälfte des Schwanzes ist schwarz, die untere, einschließlich der Schwanzspitze, ist weiß. Die Schwanzbehaarung ist kurz und hart. Die nicht sehr großen Ohren sind dunkel. Die Oberseite der kurzen, breiten Füße ist mit dunkelbraunen Haaren bedeckt, die Unterseite ist unbehaart.

## Lebensraum
Der Holotypus wurde in einem gestörten Tieflandregenwald nahe einer Holzabfuhrstraße gefunden. Vermutlich ist die Art auf primäre Regenwälder angewiesen.

## Status
Die Dinagat-Borkenratte gilt als extrem selten. Im Mai 1975 fing der philippinische Zoologe Dioscoro S. Rabor bei Balitbiton, Gemeinde Loreto, auf der Insel Dinagat ein Exemplar. Bei mehreren kurzen Expeditionen auf Dinagat wurde in der Folgezeit kein weiteres Exemplar nachgewiesen. Bei Befragungen auf der Nachbarinsel Siargao im Jahre 1990 berichteten die Einheimischen von einer baumbewohnenden Rattenart, die der Dinagat-Borkenratte ähnlich sehen soll. Hierfür gibt es jedoch keine Bestätigung. Während einer Expedition auf Dinagat im Januar 2012 gelang es der tschechischen Zoologin Milada Reháková-Petru und ihrem Ehemann Václav Řehák, zunächst die Rufe dieser Art wahrzunehmen und eine Woche später ein Exemplar zu filmen.
Dinagat ist besonders durch die Chromit-Förderung gefährdet, die in ultrabasischen Gebieten vorherrscht. Daneben wirken sich die Entwaldung und die Kämpfe zwischen philippinischen Regierungstruppen und der Moro Islamischen Befreiungsfront negativ auf den Lebensraum dieser Art aus.